# ワイルド・スピード EURO MISSION
『ワイルド・スピード EURO MISSION』（ワイルド・スピード ユーロ・ミッション、原題: Fast & Furious 6、別題: Furious Six）は、2013年公開のアメリカ合衆国のカーアクション映画。「ワイルド・スピード」シリーズの第6作目。ジャスティン・リンが監督、クリス・モーガンが脚本を務める。

## あらすじ
ドミニク・トレットは元警察官である新たな恋人エレナ・ネベスと、ブライアン・オコナーは妻ミアとの間に生まれた息子ジャックと共に、ブラジルで手に入れ山分けした大金で自由を手に入れ、カナリア諸島で静かな生活を送っていた。
そんなある日、モスクワにて軍隊が襲撃され、何億円もの価値をもつ衛星部品のチップを奪われる事件が発生する。元英国特殊部隊のオーウェン・ショウ率いるヨーロッパを拠点に大きな犯行を繰り返す国際的犯罪組織が関わっており、かねてより組織を追跡していたアメリカ外交保安部（DSS）捜査官ルーク・ホブスは、組織壊滅の協力を要請するためドミニクを訪ねる。協力を渋るドミニクだったがホブスに手渡された捜査資料には死んだはずのかつての恋人であるレティ・オルティスの写真があった。ドミニクは真相を確かめるために、ショウの確保と引き換えに自分らのこれまでの罪を帳消しにする事を条件に協力を了承。ブライアンらファミリーを再び招集し、イギリスを拠点に活動を始める。
ショウの目的は盗んだ軍事部品を集め「ナイトシェード」と呼ばれる軍の通信網を24時間遮断する特殊兵器を作り上げることであった。程なくロンドンにてショウ一味のアジトを突き止めたロンドン警察とインターポールが逮捕に踏み切るが、その動きを事前に察知していたショウはアジトを爆破して逃走、またロンドンのインターポールにショウの仲間が襲撃して部品のリストデータを盗み出した。すぐさま追跡を開始するドミニクたちだったが、組織によるハイテク機械、さらには見たこともない改造車に翻弄されあえなく取り逃がしてしまう。追跡のさなか、ドミニクは組織のものと思しき一台の車と遭遇。そのテクニックから運転手はレティであると察したドミニクは、激しいカーチェイスの末追い詰める。自分の名前を呼ぶドミニクに対しレティは躊躇なく発砲、ドミニクが負傷した隙に逃亡してしまう。
ドミニクやホブス達は監視カメラ映像や車の製造者からショウに近づける情報を分析。ショウに特殊なレース・カーを売った男を突き止め、ジゼルら4人が向かうが、レティを含むショウの部下が襲撃してくる。4人は反撃し地下駅内で追跡するがレティと男1人を逃がしてしまう。レティはアジトへと戻り、同行した仲間1人が死んだ事を告げてもショウは「ミスをして残念だな」と言うだけで仲間の死を悼みはしない。「私が死んでも同じなの？」と怒るレティに「君は別だ。記憶を失っている分、君はピュアだ」と応えるショウ。レティはフェニックスに襲われた際に爆発で吹き飛ばされたことで記憶喪失になり、ショウに利用されていたのだった。
また情報収集を続ける中で、かつてドミニクとブライアンが捕えた麻薬王アルトゥーロ・ブラガとショウの繋がりが明らかになる。ブライアンはレティを潜入捜査に出した責任感からかブラガに近づくために囚人としてアメリカに戻り、ブラガが収監されている刑務所に一時的に入る。ブラガとその手下達に襲撃されるブライアンだったが、反撃してブラガから情報を引き出す事に成功した。一方ドミニクはレティがストリートレースに出ていることを知り、彼女と再会してロンドンの街中を駆け抜け合う。レース後、ドミニクはレティの走り方や傷跡から記憶を思い出させようとし、十字架のネックレスを彼女に渡す。彼女が去ったと同時にショウが現れ、ドミニクにこの一件から手を引くように警告をかけ、部下に照準を定めさせるも、発信機で追跡していたホブスもショウに狙いを定めたことで手を出さずに撤退した。
翌日、ホブスはショウの追跡ルートからアジトを発見して乗り込むも、既にもぬけの殻だった。しかし地面に残っていた軍用の塗料から次の目的地を特定し、戻ってきたブライアン含むファミリーはショウ一味の目的を阻止すべく、スペインのNATO基地へと向かう。先に向かっていたホブスは輸送隊に部品を別の保管場所への移動を命じていたが裏をかいていたショウ一味が急襲、輸送トラックに積み込んでいた戦車を解き放つ。到着したファミリーはハイウェイで戦闘を繰り広げ、戦車を止めることに成功。ショウ一味を拘束してレティを救い出すも、予め手を打っていたショウはミアを人質にとり、引き換えに自分たちの解放と最後の部品の受け渡しを要求。更にホブスの部下であったライリーもショウの内通者であることが発覚する。
ショウ一味は輸送機で逃亡を図るも、ミアの救出と軍事部品の奪還を果たすべくショウを追うファミリーはローマンとテズ、ハンとジゼルが運転する車をワイヤーで輸送機のフラップと繋ぎ、足止めをする間にドミニクとブライアンとレティ、遅れてホブスが機内に乗り込む。格闘の末、ドミニク以外のファミリーは脱出。ドミニクはショウを倒した直後、機体が爆破炎上する中で脱出する。ジゼルがハンを庇うために自らの命と引き換えに犠牲となる痛手を負うも、部品を取り戻しミッションを果たしたファミリーは全ての犯罪歴を抹消、ドミニクはホブスに要求した元のロサンゼルスの自宅に戻り食事会を再開。ローマンの食事前のお祈りで締め括る。
ミッドクレジット。ハンは東京でのカーチェイス中、謎の男が乗る車で横から突っ込まれたことで横転事故を起こし爆発する。男は爆発直前でハンの近くに十字架のネックレスを投げ、電話でドミニクに「俺を知らないだろうが、やがて知る」と話す。

## 登場人物
ドミニク・トレット（愛称：ドム）
かつてアメリカでトラック強盗犯のリーダーを務めていた男。腕っぷしが強いだけでなく車の運転も超一流である。人を惹き付ける不思議なカリスマ性を持ち、自らの仲間を「ファミリー」として大切にしている。
エルナン・レイエスの1億ドルを強奪した後、自由を手に入れエレナ、妹家族と共に伯父として平穏な生活を過ごしていたが、死んだと思われていた元恋人のレティの存命が確認されたことを知り、真相を追求するため再びファミリーを召集する。
ブライアン・オコナー
元ロス市警、元FBI捜査官。ドミニクの相棒で、車の運転は度胸任せで少々危なっかしい面もあるものの、まぎれもなく一流。
現金強奪後、ドミニク、エレナ、ミアと産まれた息子ジャックと幸せに暮らしていたが、ドミニクと共にレティ存命の真相を探るためにミッションに参加する。
ルーク・ホブス
アメリカ外交保安部（DSS）の捜査官。ブラジルでファミリーを追い回したが、その過程で彼らと協力関係になった事もあり、ドミニク達の人間性に惹かれ、最終的には見逃した過去を持つ。
みた目通りかなり荒っぽい男だが、その反面、細かな観察力と確かな推理力を持つ凄腕の捜査官。新たな任務としてロンドンでショウの組織を追っていたが、一団の中に死んだはずのレティがいることを知り、ドミニクに協力を要請する。
ミア・トレット
ドミニクの妹。紆余曲折を経てブライアンの妻となり、息子のジャックを出産。幸せに暮らしていたが、レティが生きていた事を知る。ミアは真相を知る事に躊躇していたドミニク達の背中を押して、ロンドンに向かわせる。
ジャック、エレナと共に隠れ家に身を潜めていたが、ショウの一味に拉致され、輸送機の中で始末されそうになるが、駆けつけたドムたちに救出される。
ローマン・ピアース
ブライアンの幼馴染み。陽気でおしゃべりで口が上手いお調子者。現金強奪の金を元に大富豪となったローマンは美女をはべらせてプライベートジェットでカジノへと向かっていたところ、ドム達からの招集により再びファミリーに参加する。
テズ・パーカー
ブライアンがマイアミで暮らしていた頃の土地の顔役。過去にストリートレースで大怪我をしてからは、自分で危険な運転する事は少なくなったが、今回も電子機器のスペシャリストとして参加。相変わらずローマンとは何かと張り合っている。
ハン・ルー
ドミニクが南米で強盗団のリーダーをしていた頃の右腕的存在。今回もドライバーだけでなく、敵情視察の現場諜報班としても行動する。今回はローマンとの行動が多く、敵との格闘戦を繰り広げる。
ジゼルとは相変わらずの仲で、そろそろ彼女との結婚を真剣に考えはじめていた。ショウ一味との最後の戦いでジゼルが自らの身を犠牲にしたことで心に深い傷を負うも、彼女との約束を果たすため東京行きを決める。
ジゼル・ヤシャール
かつて麻薬組織の一員だった女性。前回のブラジルの一件でハンとは恋仲になる。ドム達超一流のドライバー達にひけをとらない実力者。元軍人であるため銃火器に精通している。
ハンと同じく、ドライバー兼偵察班として参加。今回は捜査官のライリーとの行動が多く、かつてのボスであるブラガが関わっていることを突き止める。
ショウ一味との最後の戦いで輸送機のフラップにワイヤーを引っ掛けた車から落ちそうになるが、アドルフソンに撃たれそうになるハンを助けるために、自らの身を犠牲にアドルフソンに向かって発砲し転落する。
エレナ・ネベス
元ブラジル警察。ホブスがブラジルに赴いた際に通訳として捜査チームに加わりファミリーを追う中、ドミニクと個人的に関わった事で、警察の職を捨ててドミニクの恋人となった。
レティが生きていた事を知り、ミアと同じくドミニクの背中を押してロンドンに向かわせ、自分はミアとジャックを守る為にとどまる。
ライリー・ヒックス捜査官
ロンドンでホブスの部下として新たに加わった捜査官。格闘技術に優れている。地下鉄構内を逃走するレティと激しい殴り合いを繰り広げる。しかし、実はショウ側のスパイであり、終盤にショウ達と共に逃亡するも、輸送機の中でレティとの交戦の末ワイヤーガンで撃たれた上で滑走路に放り出され死亡する。
マイケル・スタジアック捜査官
第4作『MAX』で登場したFBI捜査官でブライアンの元同僚。ブラガに接触するブライアンに協力する。
レティ・オルティス
ドミニクの幼少の頃からの幼なじみであり恋人。ブラガの麻薬密売組織に潜入した結果、フェニックス・カルデロンに殺害されたと思われていたが、実は車の爆発に巻き込まれた際に崖から転落して重傷を負い、更にはそのショックにより記憶喪失となっていたのであった。ブラガの手引きにより、擬装した死体により死亡したように見せかけられていた。
その後ショウの一味に加わり、ドミニクに再会しても記憶が戻らなかったものの、次第に彼を気にするようになる。記憶を無くしても、レースに対する情熱は残っているようで、夜な夜な開催されるレースに参加しており、ドミニクもその可能性を予測してレースに参加。同じレースを走り、同じテクニックで着いてくるドミニクに次第に心を通わせていく。
ドミニクとはじめて出会った10代の頃、運転する彼女に惚れたドミニクが彼女を追いかけるようにして車の運転をはじめたのだとドミニクによって明かされた。
オーウェン・ショウ
ロンドンで暗躍する犯罪組織のボス。ブラガの取引相手でもあり、記憶を無くしたレティを引き取った人物。元特殊空挺部隊（SAS）出身で、カブールでは戦車大隊を指揮していたなど数々の戦地を転戦している歴戦の戦士というだけあって、格闘術に長けている。
頭脳明晰かつ知略にも長けており、様々な場所に内通者を送り込み、情報や弱味を見つけては逆手に取って形勢逆転を繰り返す。ドライバーとしての腕も一流で、特殊な改造車を操って車を転倒させながら逃走し、街中をパニックに陥れる。このことからもわかる通り、目的のためには、無関係な一般人を巻き込むことも躊躇せず、仲間さえも必要とあれば切り捨てる冷酷非情な性格。
最後は逃亡中に輸送機に乗り込んできたドミニクと格闘を繰り広げ、チップ入りのケースと共に脱出を図ろうとするが、車内でのドミニクに阻まれ、ハッチにぶつかった衝撃で車から滑走路に投げ出され生死不明となるが、続編の「SKY MISSION」で意識不明の重体となっていたことが判明する。
ヴェーグ
ショウの組織のメンバーで右腕的存在のブロンドの女性。ショウらからは「ベイ」と呼ばれている。彼女の写真を見たローマンはブライアンに「いつ女装して写真を撮ったんだ」とジョークを飛ばしている。2台あるフリップ・カーのうち1台を操りブライアンが運転する車をクラッシュに陥れる。
終盤ではクラウスと共にミアを拉致、輸送機から脱出したブライアンとミアを追うが、ブライアンの機転で滑走路内のバリアに激突しフリップ・カーごと横転大破する。生死不明。
ジャー
ショウの組織のメンバーのアジア系男性。ローマンからは「ハンの双子」と称される。戦闘能力が高く、ロンドンの地下鉄駅構内では警備員や追ってきたハンとローマンらを武術で圧倒する。
終盤でショウ達と共に逃亡するも、輸送機の外でデリンジャーと共にローマン、テズと交戦。テズの機転により輸送機のジェットエンジンから排出される熱波に吹き飛ばされた。生死不明。
クラウス
ショウの組織のメンバーの大男。白人でありローマンからは「ホブスの白い双子」と称される。持ち前の筋肉を駆使しドムやホブスと互角に戦う。ドムの資料写真に記憶を失う前のレティが写っているのを見て「これは問題だ」と発言する。
終盤ではヴェーグと共にミアを拉致、輸送機内でドムとホブスと交戦。ドムとホブスの連携プレーによってダウン。そのまま輸送機の爆発に巻き込まれ死亡。
アイボリー
ショウの組織のメンバーで車両整備も担当する黒人男性。写真を見たローマンからは「ハンサムだ」「これは俺の双子」と称される。物語中盤、ジゼルらがフリップ・カーを製造したフィルツのもとを訪れたところをレティ、ジャーとともに急襲、バイクで逃走を図るもジゼルに射殺される。
デリンジャー
ショウの組織のメンバー。黒人男性。常にニット帽を被っており、ローマンからは「ミニ・テズ」と称される。
終盤でショウ達と共に逃亡するも、輸送機の外でジャーと共にローマン、テズと交戦。テズの機転により輸送機のジェットエンジンから排出される熱波に車ごと吹き飛ばされた。生死不明。
アドルフソン
ショウの組織のメンバー。スナイパーを務めるスキンヘッドの白人男性。スペインのNATO基地に侵入しセキュリティシステムを故障させようとしたが逮捕される。しかしこれはショウの計画の囮役であり、これがターゲットを基地の外に出し別の場所へ輸送させるきっかけとなった。
終盤でショウ達と共に逃亡するも、輸送機の外でハンとジゼルと交戦。両者のクルマがワイヤーが引っかかり左主翼に吊り上げられた状態で戦い、落ちるジゼルを助けようとしたハンを狙うも、自らが身代わりとなったジゼルに撃たれ、激怒したハンにボコボコにされた末にジェットエンジンに投げ込まれ死亡する。
オークス
ショウの組織のメンバー。スキンヘッドの男。モスクワでの襲撃時に逮捕され、ホブスの「カウンセリング」と称した強引な尋問で居場所を吐かされる。その後ロンドンでの囮役としてショウの元へと訪れ、その際に前回の仕事の分け前という態で大金と爆弾入りのバッグを受け取ってしまい、突入した警察隊諸共始末された。
フィルツ
ショウに改造車を売ったメカニック。ジゼルとライリーが彼の元へ訪れ、密かにショウへ救援の連絡をとったが逆にショウの部下に始末され致命傷を負い、ジゼルに自ら所持していた携帯を指差し「ブラガ」という言葉を遺して息絶える。
アルトゥーロ・ブラガ
かつてレティが潜入した麻薬密売組織のボス。『MAX』の一件でヴィクターヴィルの刑務所に服役の身だが多額の賄賂により自由に行動し、看守すら支配している。ショウの情報を聞き出す為に刑務所に入所してきたブライアンをいたぶって殺すつもりが、逆に返り討ちに合い、ショウの情報を話した。
デッカード・ショウ
ミッドクレジットシーンで登場。オーウェン・ショウの実兄。東京にてカーチェイスに興じていたハンを事故に見せかけて襲撃し、ドミニクへ宣戦布告する。

## キャスト
| 役名                         | 俳優                               | 日本語吹き替え |
| 役名                         | 俳優                               | 劇場公開版     |
| ---------------------------- | ---------------------------------- | -------------- |
| ドミニク・トレット           | ヴィン・ディーゼル                 | 楠大典         |
| ブライアン・オコナー         | ポール・ウォーカー                 | 高橋広樹       |
| ルーク・ホブス               | ドウェイン・ジョンソン             | 小山力也       |
| レティ・オルティス           | ミシェル・ロドリゲス               | 甲斐田裕子     |
| ミア・トレット               | ジョーダナ・ブリュースター         | 園崎未恵       |
| ローマン・ピアース           | タイリース・ギブソン               | 松田健一郎     |
| テズ・パーカー               | クリス・“リュダクリス”・ブリッジス | 渡辺穣         |
| ハン・ルー                   | サン・カン                         | 川島得愛       |
| ジゼル・ヤシャール           | ガル・ガドット                     | 東條加那子     |
| エレナ・ネベス               | エルサ・パタキー                   | 坂井恭子       |
| オーウェン・ショウ           | ルーク・エヴァンズ                 | 東地宏樹       |
| ライリー・ヒックス           | ジーナ・カラーノ                   | 林真里花       |
| アルトゥーロ・ブラガ         | ジョン・オーティス                 | 後藤哲夫       |
| フェニックス・カルデロン     | ラズ・アロンソ                     |                |
| マイケル・スタジアック捜査官 | シェー・ウィガム                   | 丸山壮史       |
| クラウス                     | キム・コールド                     |                |
| フィルツ                     | トゥーレ・リントハート             | 小田柿悠太     |
| NATO指揮官                   | ビクター・ガーデナー               | 横島亘         |
| ヴェーグ（ベイ）             | クララ・パジェット                 |                |
| ジャー                       | ジョー・タスリム                   |                |
| アドルフソン                 | ベンジャミン・デイヴィス           |                |
| デリンジャー                 | サミュエル・スチュワート           |                |
| アイボリー                   | デビッド・アジャラ                 | 綿貫竜之介     |
| オークス                     | マシュー・スターリング             |                |
| レースのスターター           | リタ・オラ                         |                |
| デッカード・ショウ           | ジェイソン・ステイサム             | 山路和弘       |
|                              |                                    |                |
| 翻訳                         | 岡田壯平                           | 松崎広幸       |

その他日本語吹き替え
下山田綾華、飯島肇、丹沢晃之、後藤光祐、中村和正、宮沢きよこ、志田有彩

## 登場車両
クライスラー
ダッジブランド車
ダッジ・チャージャー
1969年式 デイトナ：ショウらに対抗するためにテズがオークションで競り落とした車の1台。後半ドミニクが搭乗する。
ボディカラーは赤。ヘッドライトが固定化されている。ニトロを搭載しており、レティとの公道レースで使用した。終盤のハイウェイでの戦車とのチェイスにてドミニクがレティを救うために乗り捨て、橋のガードに激突して大破した。
また、この車両は今作品用に1から制作されたレプリカ。
2012年式 SRT8：終盤、逃走を図るショウ一味を追撃するためにドミニク(助手席はブライアン)とハン(助手席はジゼル)が1台ずつ搭乗。ドミニクのは爆発する輸送機から脱出後、横転し大破。
ダッジ・チャレンジャー SRT8 11年式
ドミニクの愛車。前作から。冒頭、ブライアンのGT-Rと海沿いの道路にて運転。
ラム・ヘビーデューティー2500 10年式
序盤、ホブスがドミニクを訪ねた際に乗ってきた車両。
プリムスブランド車
プリムス・ロードランナー 70年式
レティが使用。ボディカラーは灰色。回想シーンで登場。
プリムス・バラクーダ・クーダ 72年式
ドミニクの愛車。ボディカラーは黒。ラストシーンに登場。
GM
シボレー・カマロ 70年式
1970年式：ハンの愛車。ボディカラーはオレンジ。ラストシーンに登場。
1969年式 SS：ショウらに対抗するためにテズがオークションで競り落とした車の1台。未使用。
ビュイック・リヴィエラ 63年式
テズの愛車。ボディカラーは白。ラストシーンに登場。
フォード(米国フォード/欧州フォード非分別)
フォード・トリノ 72年式
フェニックスが使用。ボディカラーは緑。回想シーンで登場。
なおフェニックスがレティに狙いを定めるシーンでは73年式のトリノとなっている。
フォード・エスコートRS2000 70年式
ボディカラーは青に白のストライプ。ショウらに対抗するためにテズがオークションで競り落とした車の1台。後半ブライアンが搭乗する。
フォード・アンヴィル・マスタング 69年式
ボディカラーは白に黒のストライプ。ショウらに対抗するためにテズがオークションで競り落とした車の1台。後半ローマンが搭乗する。
終盤のハイウェイでの戦車とのチェイスにて戦車の前方を走行していた際に砲撃の至近弾を受けてエンジンが故障。そのまま戦車に轢き潰されるが、ローマンが脱出直前に積まれていたウインチのワイヤーを戦車の主砲に括り付けたためスクラップとなった後も戦車の足かせとなり、ハイウェイでのチェイスの決着につながる。
その他アメリカ車
ナビスター・MXT
ホブスの専用車。前作に登場したグルカ・F5同様、重装甲。
ルクラ・LC470
ショウらに対抗するためにテズがオークションで競り落とした車の1台。後半テズが搭乗する。
1950年代に欧州のレースで活躍した「リスター・コルベット」の復刻版。
ハーレーダビッドソン・XR1200 08年式
ハンが搭乗。ボディカラーはオレンジ。ハイウェイでの戦車とのチェイスにて先頭を走るディフェンダー110を追跡する。
ランボルギーニ
ランボルギーニ・ガヤルド
ロンドンのストリートレースで登場。ボディカラーは白。
ランボルギーニ・アヴェンタドール
フリップカーの製作者のアジトに置いてある。ボディカラーはオレンジ。
ランボルギーニ・ガヤルド・スーパーレジェーラ 08年式
ローマンの愛車。ボディカラーは黄色。ラストシーンに登場。
フェラーリ
フェラーリ・360モデナ
ロンドンのストリートレースで登場。ボディカラーは黒。
フェラーリ・スクーデリア・スパイダー 16M
ロンドンのストリートレースで登場。ボディカラーは白。
フェラーリ・F40
ロンドンのストリートレースで登場。ボディカラーは赤。
フェラーリ・エンツォフェラーリ
エンジンルームが見えている状態で、車両後部のみ、ロンドンのストリートレースで登場。ボディカラーは赤。
フェラーリ・458スパイダー
フリップカーの製作者のアジトに置いてある。またロンドンのストリートレースでも登場。いずれもボディカラーは黄色。
フェラーリ・FXX（レプリカ）
テズの愛車。実際はBMWをベースとしたレプリカであり、エンジンもBMW製のV8エンジンである。
ケーニグセグ
ケーニグセグ・CCR
ロンドンのストリートレースで登場。ボディカラーはオレンジ。
ケーニグセグ・CCX
ロンドンのストリートレースで登場。ボディカラーは黒。
メルセデス・ベンツ
メルセデス・ベンツ・SLS AMG
ロンドンのストリートレースで登場。ボディカラーは赤。
メルセデス・ベンツ・Gクラス W460
右ハンドルのイギリス仕様が登場し、こちらはショウらの組織のもの。また、逃走を図るショウ一味を追撃するためにホブス、ローマンとテズが搭乗する左ハンドルのオープントップも登場する。
メルセデス・ベンツ・Sクラス（W140）
デッカードが搭乗、エンドクレジット前に登場。後日談にあたる『TOKYO DRIFT』にてハンのRX-7に横から衝突、大破・炎上させた。
ポルシェ
ポルシェ・911
フリップカーの製作者のアジトに置いてある。ボディカラーは黒。
ポルシェ・カレラGT
ロンドンのストリートレースで登場。ボディカラーは黄色。
ヴォクスホール
ヴォクスホール・ベクトラ 02年式
ロンドンのパトカー。フリップ・カーによって次から次へと破壊される。
ヴォクスホール・アストラ 07年式
同上。パトカー。
ランドローバー
ランドローバー・レンジローバー 02年式
ショウの組織の車両。
ランドローバー・レンジローバースポーツ05年式
ショウの組織がミアを拉致する際に使用した。クラウスが搭乗する。
ランドローバー・ディフェンダー90
中盤の戦車強奪シーンで戦車を積載したマグナムを護衛する車両。ショウの組織に襲撃され、マグナム同様に潰される。
ランドローバー・ディフェンダー110
ショウの組織の車両。右ハンドル。デリンジャーが搭乗する。
その他欧州車
BMW M5 E60 10年式
ボディカラーは紺。ホブスがドミニクらに用意した車。ドミニク、ブライアン、ローマン、テズ、ハン、ジゼルら6名が別々の車両に搭乗。物語前半に逃走するショウ一味を追跡するために使用するがハンとジゼルの車両は対物ライフルの銃撃で各坐。ローマンとテズの車両はショウ一味が使用した電子兵器｢チップ・ガン｣によって制御不能に陥ってクラッシュ。ブライアンの車両はヴェーグのフリップ・カーによってトンネル内で弾き飛ばされ、大破した。この後使用する車両が旧車ばかりであるのは、この事故を教訓に｢電子チップで壊されないクルマを探せ･･･速いのをな｣とテズにドミニクが指示したためである。
ジェンセン・インターセプター 71年式
レティの愛車。ボディカラーは銀色。
ニトロを搭載しており、中盤ドミニクとの公道レースで使用。
イーグル・スピードスター 12年式
ショウらに対抗するためにテズがオークションで競り落とした車の1台。未使用。ジャガー・Eタイプの復刻版。
アストンマーティン・DB9
ショウの愛車。ボディカラーは銀色。
アストンマーティン・DB5
ボディは銀色。オークション会場のシーンで登場。
パガーニ・ゾンダ
ロンドンのストリートレースで登場。
スパイカー・C8 スパイダー
ロンドンのストリートレースで登場。車両の前で所有者と思わしき男性からキーの様なものを受け取りシザードアを閉めていた様子から、レティがレースで勝ち取ったものと思われる。
ルノー・マグナム
トラック。スペインの基地から戦車を移送する際に使用するが、ショウたちによって潰される。
ドゥカティ・モンスター 1100 EVO
ジゼルが搭乗。ボディカラーは赤。ハイウェイでの戦車とのチェイスにて先頭を走るディフェンダー110を追跡し、飛び移ろうとして乗り捨てる。
アルファロメオ・ジュリエッタ 12年式
ショウの輸送機の内部に積まれていた車の1台。ボディカラーは赤。輸送機に乗り込んだブライアンとミアが脱出する際に搭乗。そのままヴェーグのフリップ・カーとバトルを行う。いずれもボディカラーは赤。フリップカー製作者のアジトに置かれていた前述の同一車両と思しき個体も登場。
日産
日産・GT-R 12年式
ブライアンの愛車。前作から。冒頭、銀色の個体がドミニクのチャレンジャーと海沿いの道路にて運転。ラストシーンでは艶消しブルーでBenSopraボディキットを装着した個体も登場。
日産・フェアレディZ Z33 02年式
エンドクレジット前に登場した車。Veilside仕様。後日談にあたる『TOKYO DRIFT』でハンを追跡していた。搭乗していた人物はタカシである。
日産・370Z
ロンドンのストリートレースで登場。ボディカラーはイエロー。
日産プリメーラ
スペインのハイウェイシーンで登場。
スバル
スバル・BRZ 12年式
ミアの愛車。ボディカラーは青。
スバル・インプレッサ WRX STI GRB
ロンドンのストリートレースで登場。ボディカラーは銀色。
トヨタ
トヨタ・カローラハッチバック(日本名カローラFX) AE90系
ハイウェイでドミニク達を避け、緊急停止する。ボディカラーはガンメタ。
トヨタ・カムリ 07年式
エンドクレジット前に登場した一般車。よく見るとナンバープレートにハイフンがない。
その他日本車
三菱・ランサーエボリューション IX 06年式
エンドクレジット前に登場。APR Performance仕様。後日談にあたる『TOKYO DRIFT』にてハンとともにZ33から逃走すべく渋谷を疾走していた。そのため搭乗していた人物はショーンとニーラである。
マツダ・RX-7 FD3S-VeilSide Fortune Model 94年式
エンドクレジット前でハンが使用していた車。後日談にあたる『TOKYO DRIFT』にてZ33から逃走すべく渋谷でカーチェイスを繰り広げたが横からデッカードが運転するSクラスに真横から衝突され大破、炎上した。
その他
フリップ・カー
ショウ一味が使用する特殊車両。外見はフォーミュラーカーの形状をしているが、車両の前部の坂道のような特殊な形状から前方から突入してくる車両をはね上げてクラッシュに追い込むことができる。また、横方向にスライド走行するなど、敏捷に動けるよう前後の車輪が同時、もしくは夫々にハンドルを切ることができる。3人乗り。
2台登場し、1台はショウが、もう1台はショウの部下であるヴェーグが搭乗。後述のほうは終盤大破する。劇中で搭載エンジンは“ターボディーゼル”と表現されているが、実際に搭載されているのはシボレー製LS3エンジンである。
ヴィッカース・アームストロング・FV 4201 チーフテン
戦車。ショウ一味が積まれているICチップ目的に車体ごと強奪したもの。ショウ(車長}、ジャー(操縦手)、レティ(通信手)が搭乗。ハイウェイ上でドミニクらとチェイスを行う。対向車線に突入して民間車両を轢き潰しながら走行し、橋を砲撃で崩落させて道を寸断するなど、破壊の限りを尽くす。
ヒュンダイ・トラジェ
路上駐車車両。チップ・ガンにより制御不能に陥ったテズのM5 E60が突っ込み大破。
以下全て、チーフテンにより破壊された一般車両。他にも多数の車両が破壊される。
砲撃：シトロエン・クサラ（シルバー）
踏みつぶし：シトロエン・ZX（ブラック）、ダイハツ・テリオス（グリーン×シルバーツートン）、マツダ・ファミリアアスティナ（イエロー）、フォード・エクスプローラー 2代目（グリーン）、フォルクスワーゲン・ジェッタ（シルバー）、ローバー・25 5ドア（ブロンズ）
巻き添えを食って破損：ヒュンダイ・アクセント LC系5ドア初期型（砲撃で崩落した橋から落下）、フォルクスワーゲン・ポロ（シルバー、チーフテンを避けコンクリートウォールに接触）、フォルクスワーゲン・ゴルフ及びポロ（ブルーとシルバー、砲撃で崩落した橋を避け壁に接触）、フォルクスワーゲン・ボーラ（ブラック、橋の瓦礫に巻き込まれる）

## 公開
プレミア上映は2013年5月7日にロンドン、レスタースクエアのエンパイア・シネマで行われた。イギリスでは2013年7月17日、北米では5月24日に封切られた。

### 興行収入
2013年7月5日時点で北米で2億3398万ドル、北米外で4億4870万ドル、全世界で6億8268万ドルを売り上げている。公開から31日後に世界興行収入は6億3690万ドルに達し、『ワイルド・スピード MEGA MAX』を抜いてシリーズ史上最高のヒット作となった。
北米ではコメディ『ハングオーバー!!! 最後の反省会』とアニメ『メアリーと秘密の王国』と同週公開であった。2013年5月23日に2409劇場で深夜上映が行われ、『ワイルド・スピード MEGA MAX』（380万ドル）の約2倍の650万ドルを売り上げた。初日には3659劇場で封切られた。戦没将兵追悼記念日週末の4日間では約120万ドルを売り上げて初登場1位となった。これは戦没将兵追悼記念日のオープニング成績としては歴代4位である。観客のうち36%がラテン系、49%が女性、57%が25歳以上であった。

### 批評家の反応
Rotten Tomatoesでは174件のレビューで支持率は70%となった。またMetacriticでは39件のレビューで加重平均値は61/100となった。

## テレビ放映
| 回数 | 放送局     | 番組名             | 放送日        | 放送時間      | 放送分数 | 吹替版     | 平均世帯 視聴率 | 備考 |
| ---- | ---------- | ------------------ | ------------- | ------------- | -------- | ---------- | --------------- | ---- |
| 1    | テレビ朝日 | 日曜洋画劇場       | 2016年1月31日 | 21:00 - 23:10 | 130分    | 劇場公開版 | 8.7%            |      |
| 2    | フジテレビ | 土曜プレミアム     | 2021年7月17日 | 21:00 - 23:10 | 130分    | 劇場公開版 | 7.5%            |      |
| 3    | テレビ東京 | 午後のロードショー | 2025年3月13日 | 13:40-15:40   | 120分    | 劇場公開版 |                 |      |